# Твентский диалект

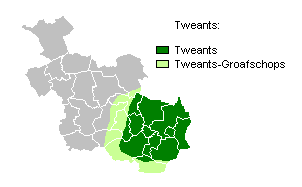
Карта региона Твенте, на которой тёмно-зелёным цветом выделена область распространения восточно-твентского диалекта, а светло-зелёным — твентско-графсхапского.

Твентский диалект — вестфальский диалект нижнесаксонского языка. Нижнесаксонский язык — один из трёх признанных региональных языков в Нидерландах (вместе с лимбургским и фризским). По данным 2005 года, около 62 % населения Твенте говорит на твентском каждый день.
Помимо характерного словаря, который у твентского диалекта во многом совпадает с другими диалектами нижнесаксонского языка, в нём также используется умляут и изменения гласных, указывающие на уменьшительную форму или множественное число. Например, одно дерево — «boom», два дерева — «beume». Как и во многих других нижнесаксонских языках, твентский диалект использует окончания -t и -et для форм глаголов множественного числа (в отличие от голландского, где используется -en). Например, «мы работаем» будет «wij werken» на голландском и «wiej waarket» на твентском. Кроме того, большинство вариантов твентского диалекта различает три рода слов: мужской, женский и средний, тогда как молодёжь и носители более западных диалектов между женским и мужским родом разницы не видят. Род можно определить по артиклю (den, dee или dat), и влияет он на образование множественного числа, уменьшительной формы и окончаний прилагательных и наречий.
Многие родители предпочитают воспитывать детей на основном голландском языке, хотя в последнее время популярность местного диалекта растёт. В трёх крупных городах региона (Энсхеде, Хенгело и Алмело) процент говорящих на диалекте также снижается из-за притока иммигрантов, в менее крупных (Борне, Рейсен и Делден) тоже всё больше становится принято говорить «по-городскому» (на стандартном голландском), но в менее крупных населённых пунктах твентский диалект не теряет позиций. Твентский диалект поддерживают такие организации, как de Kreenk vuur, de Twentse Sproake и het Twente Hoes.

## Диалекты
Твентский диалект можно услышать в большинстве муниципалитетов Твенте, хотя всё-таки о едином однородном диалекте говорить сложно. Слова, обороты и фразы сильно зависят от конкретного города или села. Диалектолог Йоханна Даан делит его на два основных направления: восточно-твентский и твентско-графсхапский. В основном представители носителей первой группы лучше понимают западно-мюнстерские диалекты и «Groafschopper Plat» (диалект графства Бентгейм в Германии), а второй — салландский и ахтерхукский диалекты. У жителей самых западных мест (таких, как Хеллендорн и Нейвердал) встречается даже переходная форма между твентским и салландским, с диминутивами на -ke, а не на -ie. Скажем, «деревце» на стандартном голландском будет «boompje», на хенгелосском варианте твентского «beumke», и на хеллендорнском — «beumpie». Восточно-твентский всегда использует -ke для диминутивов, а твентско-графсхапский возвращается на -je в словах с окончанием на -t: например, «горшочек» — это potje (голландский), pötke (восточно-твентский) или pötje (твентско-графсхапский).
Ещё одно различие между восточно-твентским и твентско-графсхапским диалектами проявляется в образовании причастий прошедшего времени: твентско-графсхапский следует за салландским, ахтерхукским и остфальским диалектами в использовании дополнительного префикса e-. Например, «увиденный» будет «gezien» в голландском, «zeen» в восточно-твентском и «ezeen» в твентско-графсхапском.
Вризенвенский диалект одинаково трудно приписать как к салландскому, так и к твентскому. Он содержит множество устаревших элементов вроде вестфальского преломление гласных, слышимого в словах вроде «waver» (в голландском «over», в вариантах твентского может быть «oaver» или «oawer») или «jätn» (голл. «eten», твент. «eetn» или «etn»).
В самых восточных местах (Денекамп, Олдензал и т. п.) можно услышать вместе с диалектной формой «iej» вместо «jij» (эмфатическое «ты») ещё и «doe» (схожее с немецким «du»). Чем западнее, тем чаще встречается «neet» или «nit» вместо «niet» («нет»), а чем восточнее, тем чаще в той же роли бывает «nig» или «nich», что опять-таки ближе к немецкому «nicht». Известный языковед Йост Хиддес Хальбертсма в рукописи 1850 года утверждал, что слово «neet» встречается в Рейсене, Вризенвене, Альмело, Зендерене, Делдене, Хаксбергене, Маркело, Борне, Хооре и сельских окрестностях западного Твенте. То же самое можно сказать и про Ахтерхук.

## Ежедневное использование
Согласно данным Хенка Блумхоффа и его соавторов в исследовании 2005 года, на твентском говорят 62 % населения ежедневно, и 75 % регулярно. Молодёжь получает образование на стандартном нидерландском, но если члены семьи общаются между собой на твентском диалекте, то дети фактически получают двуязычное воспитание. В результате многие переключаются на лету, и начинают предложение на твентском, а заканчивают на голландском, или наоборот. В клубах и кружках использование твентского часто служит связывающим фактором для любого поколения. Твентский диалект прочно занимает место основного языка в сфере здравоохранения, сельского хозяйства и строительства.
Словарь твентского формируется под сильным влиянием голландского языка. Многие традиционные слова твентского выходят из употребления и заменяются голландскими или даже английскими словами, подчас даже без изменения произношения. Это часто касается слов, задаваемых культурой. Примером можно привести твентское слово «прищепка»: классическим вариантов всегда являлось «tuugpinne», но «tuug» означало традиционный костюм, который сам по себе вышел из употребления, поэтому в современном твентском чаще употребляют слово «wasknieper» как вариант чисто голландского «wasknijper». Сам феномен не нов, и во время французской оккупации 1794—1814 годов таким же образом в твентский попало множество слов французского языка: «accorderen» («соглашаться»), «negociëren» («обсуждать») или «trottoir» («тротуар»). До французского периода источником заимствований была латынь.
Твентский диалект всё чаще используется в маркетинговых стратегиях. Всё больше компаний выбирают себе девизы и слоганы на твентском. Кроме того, есть компании, такие как Regiobank и компания по выставлению счетов онлайн Moneybird, которые переводят свои рекламные объявления на различные местные языки Нидерландов, такие как фризский, лимбургский и твентский.

## Твентский язык в контексте культуры
С 1977 года Фред и Анги Ротвельд были заняты коллекционированием менее «салонных» использований твентского диалекта. Уже сорок лет они организуют концерты местных артистов, записывают их и выпускают на пластинках, CD и DVD. В 2005 году RTV Oost представил на телевидении успешный сериал на твентском, «Van Jonge Leu и Oale Groond». Один из его авторов, Герман Финкерс, ранее перевёл несколько своих театральных спектаклей на твентский. На твентский также переводились популярный комиксы (например, про Астерикса).
Помимо различных краеведческих ассоциаций местного масштаба над сбором информации о региональной культуре, языке, фольклоре, истории и ландшафте занимаются такие организации, как Твентская античная палата (Oudheidkamer Twente) и Музейная фабрика (De Museumfabriek, результат объединения Института ван Дейнса, Природного музея Энсхеде и Хлопковой фабрики Яннинк). Они собирают, поддерживают, изучают и выставляют обширную коллекцию материальных свидетельств из прошлого Твентского региона. С сентября 2010 года работает программа «Твентский языковой банк» (Twentse Taalbank), ставящая целью локализацию, коллекционирование, инвентаризацию, изучение и публикацию на своём сайте и дружественных местах всех употреблений твентского XIX—XX веков. С 2007 года существует также полный перевод Библии на твентский.
С появлением YouTube онлайн-присутствие твентского также выросло. Молодое поколение носителей диалекта представляет среди прочих ольдензальский дуэт «De Gladjakkers». Более популярным и целенаправленно продвигающим использование местного языка является издаваемый в Рейссене нижнесаксонский онлайн-журнал Wearldsproake.nl, хотя изначально сильный твентский уклон постепенно сменяется продвижением нижнесаксонского языка в целом.